# Гарда Светог цара Лазара
Гарда светог цара Лазара (алб. Garda e Car Llazarit) је добровољачка паравојна организација основана маја 2007. године и чију су већину чланова чинили Покрет ветерана Србије. Вођа организације је Хаџи Андреј Милић, а председник Жељко Васиљевић који је и члан Социјалистичке партије Србије. УНМИК је забранио овој организацији да уђе у српску провинцију Космет после изјаве да неће оклевати да нападну било кога ко им се нађе на путу преузимање контроле над овом српском провинцијом.
12. јуна 2007. лидери ове организације су тврдили да имају најмање 5.000 чланова у свакој општини у Србији, али и да имају чланове и у другим државама (у Македонији, Републици Српској).
Средином новембра 2007. године, ова организација је тврдила да је рат неизбежан и да ће ако албански сепаратисти 10. децембра прогласе независност, бомбардовати Приштину, као и да имају артиљерију која може да погоди Приштину са 80 километара раздаљине.
Крајем новембра лидери групе су ухапшени због забрањеног скупа који су ипак одржали, али су касније пуштени. Двадесет симпатизера гарде је протестовало њиховом хапшењу (иако су вође гарде тврдиле да она наводно има преко 100.000 чланова).
Срби који живе у јужној српској покрајини су изјавили да Гарда не би требало да дође тамо, јер би само погоршала ствари. У Србији, ова организација је позната по празним претњама (да ће кренути на Космет, да ће побити све Албанце, да имају атомске бомбе, да имају преко 100.000 добро утренираних војника који ће напасти КФОР и друге организације на Космету, да ће срушити владу итд). Од посланика скупштине Републике Србије су тражили да крену у рат са њима јер „треба да буду за углед грађанима Србије“ што су сви посланици одбили називајући их екстремистима.
Гарда светог цара Лазара се није оглашавала откад је њихов лидер ухапшен.